# 300 p.n.e.
| [ Edytuj tabelę ] |                                                                              |
| Władca Chin       | - 315 p.n.e. Nanwang 256 p.n.e.                                              |
| Władca Egiptu     | - 323 p.n.e. Ptolemeusz I Soter 282 p.n.e.                                   |
| Król Epiru        | - 302 p.n.e. Neoptolemos II 297 p.n.e.                                       |
| Tyran Heraklei    | - 301 p.n.e. Oksatres 284 p.n.e. - 301 p.n.e. Klearchos II 284 p.n.e.        |
| Król Ilirii       | - 335 p.n.e. Bardylis II 295 p.n.e.                                          |
| Król Magadhy      | - 321 p.n.e. Ćandragupta Maurja 300 p.n.e. - 300 p.n.e. Bindusara 273 p.n.e. |
| Król Macedonii    | - 306 p.n.e. Kassander 297 p.n.e.                                            |
| Władca Seleucydów | - 312 p.n.e. Seleukos I Nikator 281 p.n.e.                                   |
| Król Sparty       | - 309 p.n.e. Arajos I 265 p.n.e. - 305 p.n.e. Archidamos IV 275 p.n.e.       |
| Król Syngalezów   | - 307 p.n.e. Devanampiya Tissa 267 p.n.e.                                    |
| Tyran Syrakuz     | - 317 p.n.e. Agatokles 289 p.n.e.                                            |
| Król Tracji       | - 330 p.n.e. Seutes III 300 p.n.e. - 300 p.n.e. Kotys II 280 p.n.e.          |

Rok 300 p.n.e.
stulecia: IV wiek p.n.e. ~
III wiek p.n.e. ~
II wiek p.n.e.

lata: 310 p.n.e. «
304 p.n.e. «
303 p.n.e. «
302 p.n.e. «
301 p.n.e. «
300 p.n.e. »
299 p.n.e. »
298 p.n.e. »
297 p.n.e. »
296 p.n.e. »
290 p.n.e.

## Wydarzenia
- założenie Antiochii
- Lex Ogulnia w Rzymie
- Własna moneta Rzymian (data sporna lub przybliżona)
- Herafilos z Chalkedonu tworzy podwaliny anatomii (data sporna lub przybliżona)
- Erasistratos został pionierem fizjologii (data sporna lub przybliżona)
- Teofrast z Eresos, uczeń Arystotelesa napisał Peri fyton historias, który jest najlepszym podręcznikiem botaniki do XVII wieku (data sporna lub przybliżona)
- Euklides stworzył podstawy geometrii (data sporna lub przybliżona)
- Z inicjatywy Ptolemeusza I Sotera powstało Muzeum Aleksandryjskie (Muzejon), naukowy instytut badawczy w Aleksandrii (datuje się to wydarzenie na lata około 300–280 p.n.e.)
- Pod względem populacji Patna wyprzedziła Aleksandrię i stała się największym miastem świata (dane szacunkowe).

## Urodzili się
- Teokryt z Syrakuz, poeta grecki (data sporna lub przybliżona)

## Zmarli
- Euklides, grecki matematyk